# 아폴로 애로우
아폴로 애로우(영어: Apollo Arrow)는 아폴로 오토모빌에서 2016년 제네바 모터쇼에서 공개된 스포츠카이다. 차명인 애로우는 영어로 '화살'을 뜻한다.

## 생산
아폴로 애로우는 스쿠데리아 카메론 글라켄하우스와 아폴로 오토모빌이 합작하여 공동 개발했으며, Roland Gumpert는 아폴로 오토모빌의 전 CEO였다.

## 사양과 성능
애로우 컨셉트는 735 kW (999 PS; 986 hp) 및 999 N·m (737 lb·ft)의 토크로 정격화된 4.0L 트윈 터보 차저 아우디 V8로 구동된다.